# Alchemilla flaccida
Alchemilla flaccida é uma espécie de rosácea do gênero Alchemilla, pertencente à família Rosaceae.